# Dry As a Bone
Dry As a Bone är den Seattlebaserade grungegruppen Green Rivers andra EP. Albumet spelades in sommaren 1986 och släpptes ett år senare på Sub Pop (skivbolagets första skivsläpp som inte var en samling). Släpptes på nytt tillsammans med albumet Rehab Doll från 1990 som en samling.

## Låtlista
1. "This Town" – (Arm/Gossard/Fairweather/Ament/Vincent) 3:23
2. "P.C.C." – (Arm/Gossard/Fairweather/Ament/Vincent) 3:44
3. "Ozzie" – (Tales Of Terror/Gossard/Fairweather/Ament/Vincent) 3:11
4. "Unwind" – (Arm/Gossard/Fairweather/Ament/Vincent) 4:42
5. "Baby Takes" – (Arm/Gossard/Fairweather/Ament/Vincent) 4:24